# Чабанівська сільська рада (Хмельницький район)
Чабані́вська сільська́ ра́да — адміністративно-територіальна одиниця та орган місцевого самоврядування у Хмельницькому районі Хмельницької області. Адміністративний центр — село Чабани.

## Загальні відомості
- Територія ради: 24,26 км²
- Населення ради: 674 особи (станом на 2001 рік)

## Населені пункти
Сільській раді підпорядковані населені пункти:
- с. Чабани
- с. Данюки
- с. Хоминці

## Склад ради
Рада складається з 12 депутатів та голови.
- Голова ради: Плекан Лариса Євгенівна
- Секретар ради: Канчалаба Лариса Володимирівна

### Керівний склад попередніх скликань
| Прізвище, ім'я, по батькові | Основні відомості                                                                                                | Дата обрання | Дата звільнення |
| --------------------------- | --- | ------------ | --------------- |
| Плекан Лариса Євгенівна     | Сільський голова, 1960 року народження, освіта середня спеціальна, член Всеукраїнського об'єднання «Батьківщина» | 26.03.2006   | 31.10.2010      |
| Плекан Лариса Євгенівна     | Сільський голова, 1960 року народження, освіта середня спеціальна, позапартійна                                  | 31.10.2010   |                 |

Примітка: таблиця складена за даними сайту Верховної Ради України

### Депутати
За результатами місцевих виборів 2010 року депутатами ради стали:

#### За суб'єктами висування
| Суб'єкт висування | Кількість обраних депутатів | %   |
| ----------------- | --------------------------- | --- |
| Народна партія    | 12                          | 100 |

#### За округами
| № округу       | Прізвище, ім'я, по батькові      | Дата визнання обраним | Освіта             | Партійна приналежність | Відомості про обраного депутата             |
| -------------- | -------------------------------- | --------------------- | ------------------ | ---------------------- | ------------------------------------------- |
| Народна Партія |                                  |                       |                    |                        |                                             |
| 1              | Дудар Наталія Миколаївна         | 05.11.2010            | середня спеціальна | член Народної партії   | тимчасово не працює                         |
| 2              | Цілінський Домінік Станіславович | 05.11.2010            | середня            | член Народної партії   | пенсіонер                                   |
| 3              | Тарнопольський Віталій Іванович  | 05.11.2010            | середня            | член Народної партії   | с. Гвардійське, монтер Укртелеком           |
| 4              | Юзвишин Павло Іванович           | 05.11.2010            | середня спеціальна | член Народної партії   | тимчасово не працює                         |
| 5              | Руска Любов Станіславівна        | 05.11.2010            | середня спеціальна | член Народної партії   | пенсіонер                                   |
| 6              | Юзвишин Андрій Іванович          | 05.11.2010            | вища               | член Народної партії   | м. Хмельницький, страховий агент СК Орантва |
| 7              | Пендилюк Сергій Антонович        | 05.11.2010            | середня спеціальна | член Народної партії   | тимчасово не працює                         |
| 8              | Канчалаба Роман Миколайович      | 05.11.2010            | середня спеціальна | член Народної партії   | тимчасово не працює                         |
| 9              | Микитюк Ганна Володимирівна      | 05.11.2010            | середня спеціальна | член Народної партії   | с. Чабани, зав. клубом                      |
| 10             | Ковальчук Петро Антонович        | 05.11.2010            | середня            | член Народної партії   | м. Хмельницький, єгер                       |
| 11             | Канчалаба Лариса Володимирівна   | 05.11.2010            | середня спеціальна | член Народної партії   | с. Чабани, секретар сільської ради          |
| 12             | Мазур Віктор Миколайович         | 05.11.2010            | середня            | член Народної партії   | тимчасово не працює                         |